# Gustaf Sjökvists kammarkör

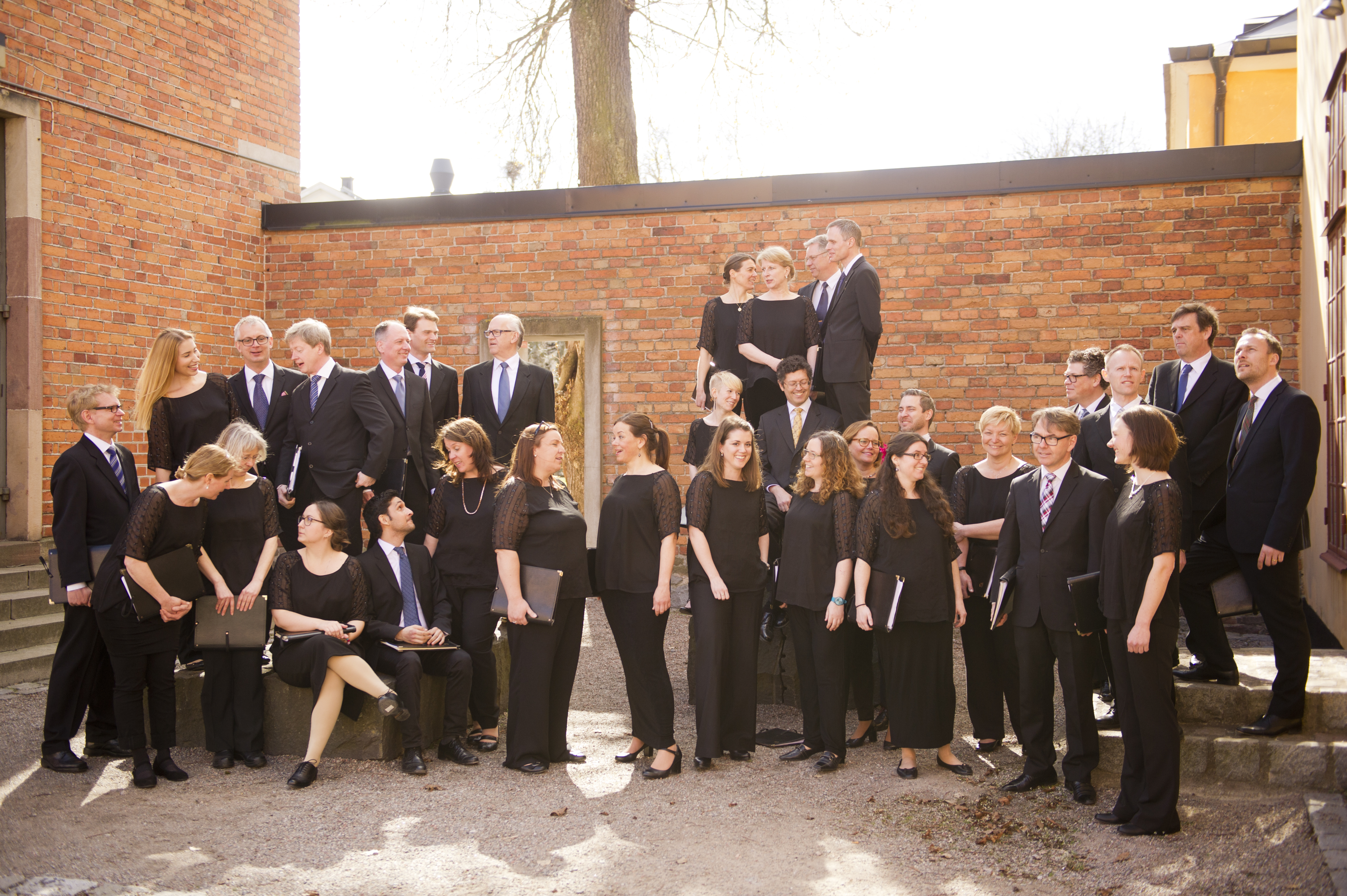
Gustaf Sjökvists kammarkör, 2015

Gustaf Sjökvists Kammarkör bildades 1994 och leddes av professor Gustaf Sjökvist. Kören har cirka 35 medlemmar och hade länge sin bas i Storkyrkan i Stockholm. Sedan Gustaf Sjökvist gick i pension år 2011 har kören repeterat i olika lokaler, bland annat Ersta kyrka och på Lilla Akademien.   
I februari 2015 avled Gustaf Sjökvist och sedan hösten 2018 är Florian Benfer körens dirigent och konstnärlige ledare.   
Repertoaren har till stor del kommit att bestå av nutida musik, med en rad uruppföranden av verk från bl.a. kompositörer så som Lars Edlund, Sven-David Sandström, Kerstin Jeppsson, Jan Sandström, Georg Riedel, Carl Unander-Scharin, Bo Holten och Thomas Jennefelt. Men på repertoaren finns även de stora klassiska verken som Bachs h-mollmässa och Juloratorium, Mozarts Requiem, Brahms Ein deutsches Requiem, Verdis Requiem m.fl. samt jazzmusik.  
Samarbeten med olika artister har genom åren blivit många; kören har exempelvis gjort många turnéer i Europa tillsammans med Barbara Hendricks och turnéer i Sverige och Norge tillsammans med The Real Group. Skivinspelningar har gjorts med Barbara Hendricks, Edita Gruberova, Håkan Hagegård, Jan Lundgren, Mats Bergström och Nils Lindberg. Kören har även gjort egna turnéer utomlands med rena a cappella-program, med konserter bland annat i USA, Marocko, Taiwan, Hongkong, Frankrike och Italien.
Gustaf Sjökvists Kammarkör har ett flertal gånger deltagit i "Musik vid Siljan" och i "The Taipei international choral festival". Kören har även deltagit i projekt i Stockholms konserthus med fransk opera, sjungit på konserter på Kungliga Slottet samt gjort ett antal TV- och radioframträdanden under åren. Under hösten 2009 gjorde kören dessutom en programserie i AXESS-tv tillsammans med kända musikprofiler så som Bengt Feldreich, Sven-David Sandström och Georg Riedel. Under våren 2010 samarbetade kören med Radiokören och Sveriges Radios Symfoniorkester vid framförandet av Sven-David Sandströms Messias under Herbert Blomstedts ledning. 
Den 19 juni 2010 sjöng kören under vigselceremonin mellan Kronprinsessan Victoria och prins Daniel i Storkyrkan. I kyrkan gjordes tre uruppföranden; "Hymn" av Karin Rehnqvist och "Vilar glad. I din famn" med musik av Benny Andersson och text av Kristina Lugn, som båda framfördes tillsammans med Storkyrkans kör och Kungliga Filharmonikerna. Slutligen framfördes även "When You Tell the World You're Mine" av Jörgen Elofsson, tillsammans med Agnes och Björn Skifs, allt under ledning av Gustaf Sjökvist.
Körens diskografi består av över tjugo CD-inspelningar, med verk av bland andra Lars Edlund, Hugo Alfvén och Nils Lindberg. Till körens 10-årsjubileum 2004 beställdes verk av sex skandinaviska tonsättare. Den gemensamma nämnaren var Tomas Tranströmer – samtliga verk baserades på olika dikter av en av Sveriges mest folkkära poeter. År 2007 släpptes skivan Minnena ser mig.
Kören firade sitt 20-årsjubileum under 2014 och hade med anledning av detta ett antal egna jubileumskonserter med uruppföranden av stycken beställda av bland andra Paula af Malmborg Ward och Thomas Jennefelt.

## Diskografi

### Album
- 1994 – Mario Castelnuovo-Tedesco. Gustaf Sjökvists kammarkör. Mats Bergström, gitarr. Donna Lee, piano. Tale-kvartetten. Anna Norberg, flöjt  (Proprius)
- 1995 – Joy to the world. Gustaf Sjökvists kammarkör. Stockholms Kammarorkester. Edita Gruberova, sopran. Urban Agnas, trumpet. Gustav Nordlander, gossopran. Gustaf Sjökvist, dirigent. (Nightingale Classics)
- 1996 – Hymnus. Edita Gruberova, sopran. Urban Agnas, trumpet. Gustaf Sjökvists kammarkör. Gustaf Sjökvist, dirigent. (Nightingale Classics)
- 1997 – Nils Lindberg, Carpe Diem. Annika Eliasson-Frick, sopran. Carl Unander-Scharin, tenor. Gustaf Sjökvists kammarkör. Gustaf Sjökvist, dirigent. (Ladybird Productions AB)
- 1997 – Jul med Håkan Hagegård. Håkan Hagegård, bariton. Svenska Kammarorkestern. Gustaf Sjökvists kammarkör. Adolf Fredriks Flickkör. Gustaf Sjökvist, dirigent. Bo Johansson, dirigent. (Nordic Artist/TV4)
- 2000 – Hugo Alfvén, Song of Freedom and other choir pieces. Gustaf Sjökvists kammarkör. (Ladybird Productions)
- 2000 – Lars Edlund, Ikoner. Uppsala kammarorkester. Bengt Forsberg. Gustaf Sjökvists kammarkör. (Phono Suecia)
- 2002 – Nils Lindberg, The sky, the flower and a lark. Nils Lindberg & Third Saxes Galore. Margareta Jalkéus. Anders Paulsson. Gustaf Sjökvists kammarkör. (Proprius)
- 2003 – Kerstin Jeppsson, Embrio. Gustaf Sjökvists kammarkör. (Phono Suecia)
- 2003 – Nils Lindberg, A Christmas Cantata. Nils Lindberg, piano. Nils Lindberg Big Band. Margareta Jalkéus, sopran. Olle Persson, baryton. Gustaf Sjökvists kammarkör. (Proprius)
- 2005 – No Borders. Barbara Hendricks, sopran. Gustaf Sjökvists kammarkör. Gustaf Sjökvist, dirigent. (Altara)
- 2006 – Not yet dawn. Lennart Fredriksson, kompositör. Tre nattliga sånger. Gustaf Sjökvists kammarkör. Gustaf Sjökvist, dirigent. (Phono Suecia)
- 2007 – Minnena ser mig. Text: Tomas Tranströmer. Anna Cederberg-Orreteg. Bo Holten. Kaj-Erik Gustafsson. Michael Waldenby. Georg Riedel. Catharina Backman. Gustaf Sjökvists kammarkör. Gustaf Sjökvist, dirigent. (Footprint)
- 2007 – Magnum mysterium. Jan Lundgren, flygel och keyboard. Lars Danielsson, cello. Gustaf Sjökvist, dirigent. (ACT)
- 2010 – Vilar Glad. I din famn. Storkyrkans kör. Gustaf Sjökvists kammarkör. Kungliga Filharmonikerna. Orsa Spelmän. Gustaf Sjökvist, dirigent. Orkestrering: Anders Eljas. Producent: Benny Andersson. Musik: Benny Andersson. Text: Kristina Lugn. (Mono Music)
- 2010 – Santa Lucia - En klassisk jul. Malena Ernman. Gustaf Sjökvists kammarkör. Gustaf Sjökvist, dirigent. (Roxy Recordings)
- 2011 – I vår tid. Gustaf Sjökvists kammarkör. Gustaf Sjökvist, dirigent. Storkyrkans kör. (Naxos direct)
- 2012 – Musik för kyrkoåret. Storkyrkans kör. Gustaf Sjökvists kammarkör. Hässelby motettkör. Sven-David Sandström, kompositör. Gustaf Sjökvist, dirigent. Mona Ehntorp, dirigent (Ladybird Productions AB)
- 2014 – SDS. Malena Ernman, sopran. Sven-David Sandström, kompositör. Tomas Tranströmer, text. Gustaf Sjökvists kammarkör. Musica Vitae. Gustaf Sjökvist, dirigent. (Northern Grace)
- 2015 - Lukaspassionen. Rolf Martinsson, kompositör, Göran Greider, text, Jeanette Köhn, sopran, Patrik Sandin, baryton, Gustaf Sjökvist, dirigent (Ictus Musikproduktion)
- 2016 - Johannespassionen. Fredrik Sixten, kompositör, Stockholms filharmoniska blåsarkvintett, Ragnar Bohlin, dirigent. (Ictus Musikproduktion)
- 2020 - Loven nu Herren. Andliga sånger från dåtid och nutid. Patrik Sandin, dirigent (Ictus Musikproduktion)
- 2021 - Syskonkärlek - en körsvit om Gustaf Fröding. Urban Dahlberg, kompositör. Lucas Brar, gitarr. Florian Benfer, dirigent (European Grammophone)
- 2021 - Nya vägar - en körsvit om Karin Boye. Urban Dahlberg, kompositör. Florian Benfer, dirigent (European Grammophone)